# Vladimir Dišljenković
Vladimir Dišljenković (ur. 2 lipca 1981 w Belgradzie) – serbski piłkarz grający na pozycji bramkarza. 2 marca 2010 otrzymał ukraińskie obywatelstwo.

## Kariera piłkarska

### Kariera klubowa
Karierę rozpoczął w 1998 w klubie FK Crvena zvezda, w którym z przerwą (w latach 1999–2001 był wypożyczony najpierw do Napredaku Kruševac, a potem do Hajduka Belgrad) rozegrał 58 meczów. W 2005 przeszedł do ukraińskiego Metałurha Donieck. 31 sierpnia 2010 podpisał 3-letni kontrakt z Metalistem Charków.

### Kariera reprezentacyjna
Grał w serbskiej reprezentacji, w której rozegrał 6 spotkań. W 2010 roku zrzekł się obywatelstwa serbskiego. Po zakończeniu sezonu 2014/15 opuścił charkowski klub.

## Sukcesy i odznaczenia

### Sukcesy klubowe
- mistrz Serbii i Czarnogóry: 2000, 2004
- zdobywca Pucharu Serbii i Czarnogóry: 2000, 2002, 2004